# Fuente de las Sirenas
La Fuente de las Sirenas está situada en la plaza Mayor, también llamado parque central de Antigua Guatemala. Esta fuente fue diseñada y construida en 1737 por el arquitecto Diego de Porres, uno de los más destacados de esa época. El monumento está conformado por cuatro sirenas que sostienen sus senos entre las manos, que son los lugares de donde sale el agua de la fuente. Con el paso de los años, las cabezas de las sirenas fueron destruidas y restauradas en 1949 por Rodolfo Galeotti Torres.

## Historia
Al respecto de la construcción de la fuente existen dos versiones. La primera afirma que el monumento fue inspirado en la fuente de Neptuno de la Ciudad de Bolonia, Italia, en la cual varias sirenas cabalgan sobre delfines. 

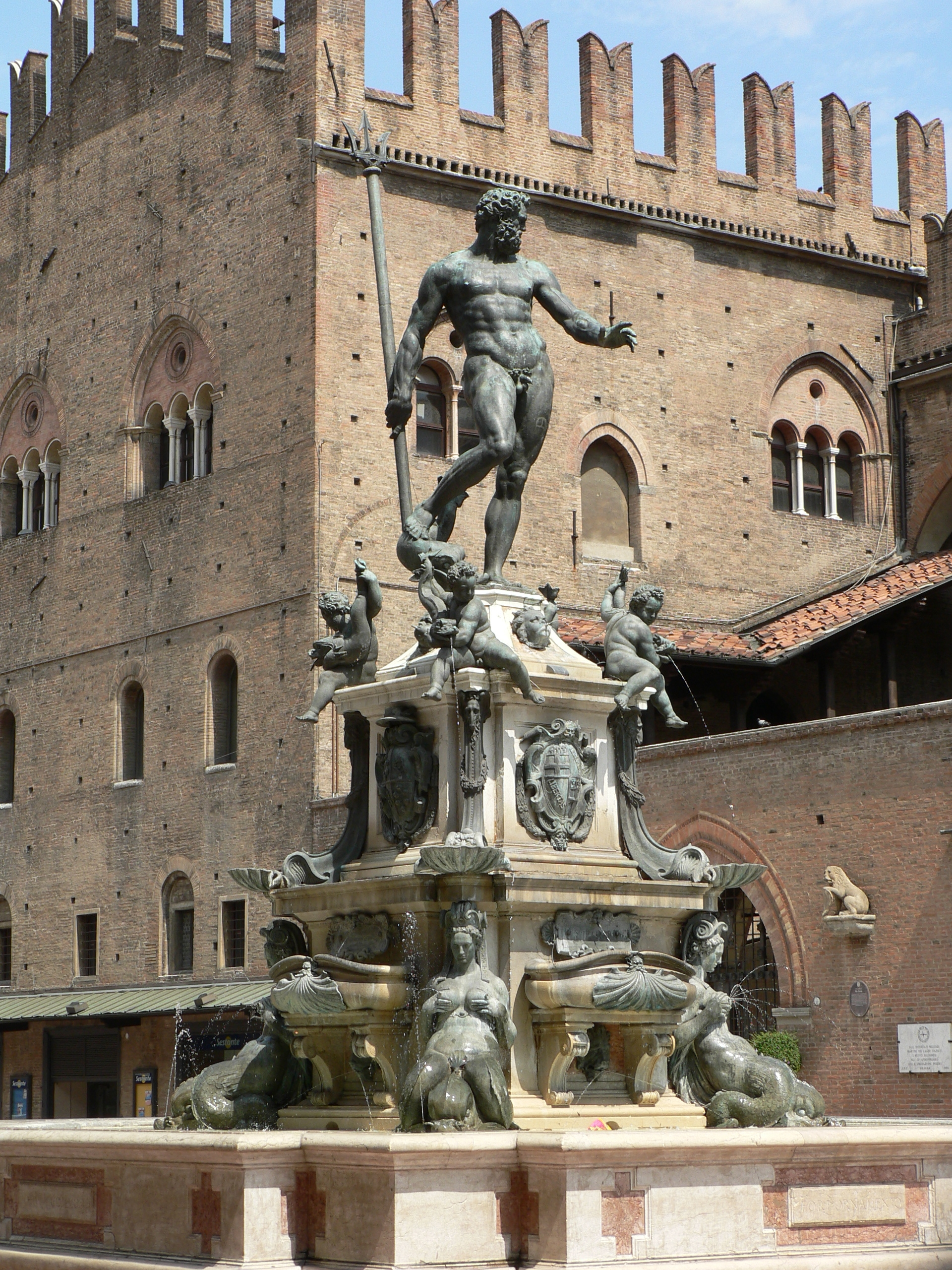
Fuente de Neptuno, en la que probablemente se inspiraron para su construcción.

La segunda historia cuenta que el conde de la Gomera mandó a construir la fuente en memoria de sus hijas, quienes al dar a luz no quisieron amamantar a sus hijos por lo que el conde ordenó amarrar a sus hijas a un tronco en el centro de un ojo de agua, donde murieron de sed y hambre. 
En la actualidad, la Fuente de las Sirenas es uno de los principales monumentos de atracción de la ciudad, al estar en el centro de la Plaza Mayor, también se puede apreciar otros monumentos como la Catedral de San José, el Palacio de los Capitanes Generales o el Ayuntamiento de la Antigua Guatemala. 

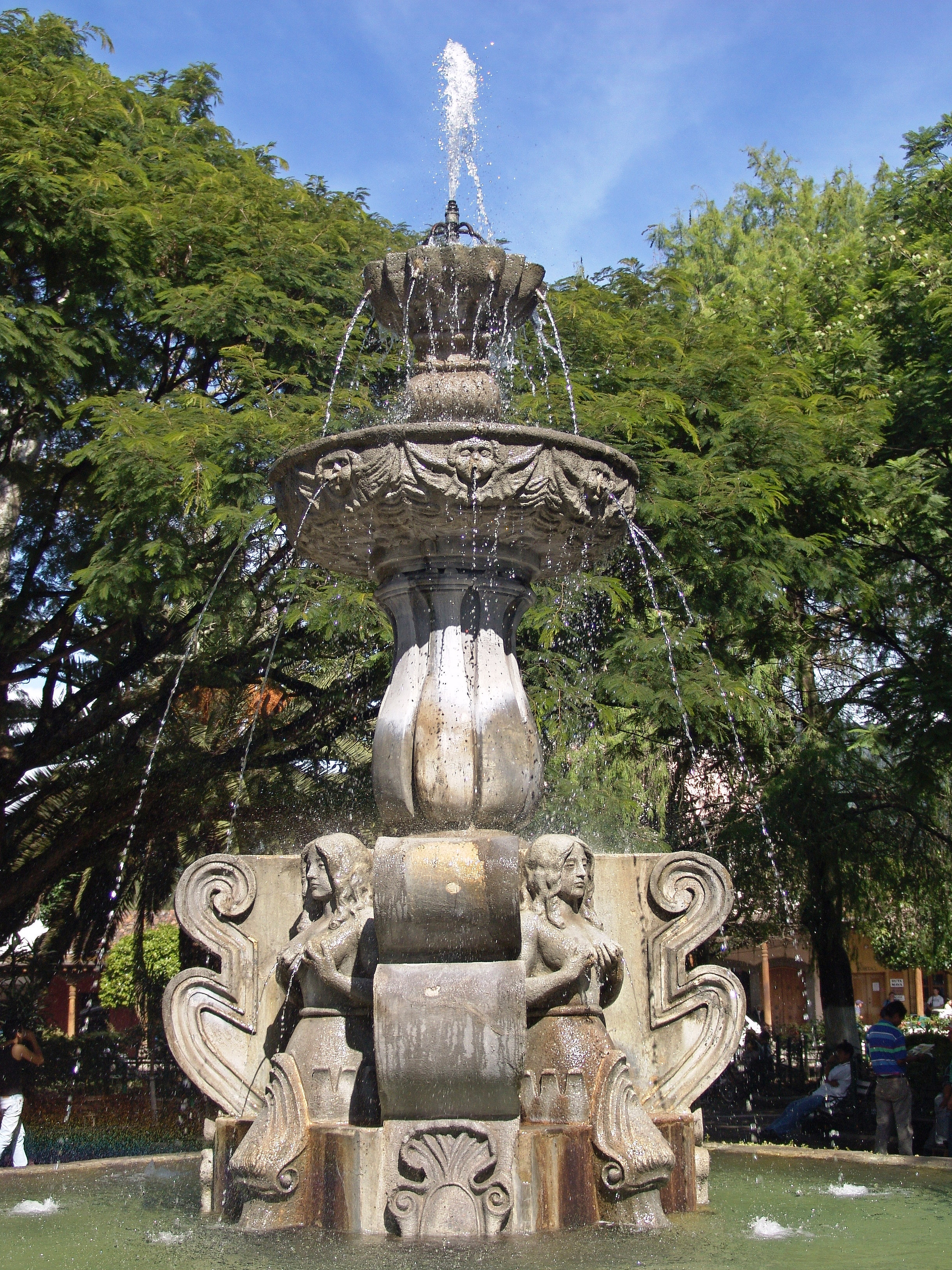
Fuente de las Sirenas.

Esta fuente se considera la más antigua de Antigua Guatemala, fue diseñada y construida en 1737 por Diego de Porres, como dato curioso, el fue el padre de Felipe José de Porres, quien diseñó la Basílica de Esquipulas, ambos arquitectos destacados de su época. 

Las cabezas de las sirenas de la Fuente, en Antigua, por el tiempo se destruyeron, Rodolfo Galeotti Torres, fue el escultor encargado en la reconstrucción. 

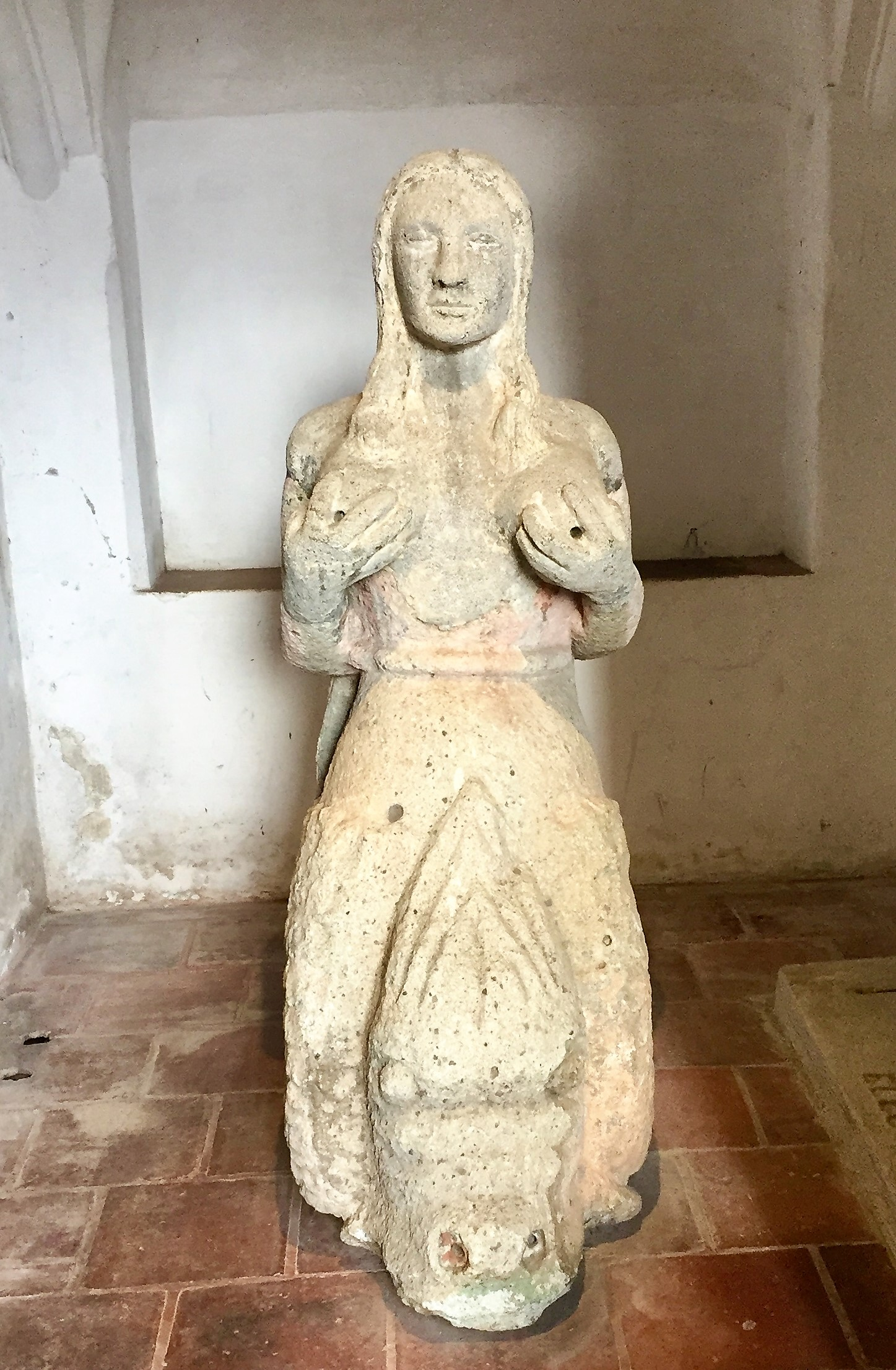
Escultura original del, exhibida en el Museo Nacional de Arte de Guatemala.

## Curiosidades
- La fuente fue restaurada en el año de 1949 por Rodolfo Galeotti Torres, ya que debido al paso de los años las cabezas de las sirenas fueron destruidas y los torsos fueron reconstruidos.[3]

- El conde de la Gomera fue el capitán general de Guatemala, aproximadamente en el año 1614. Debido a la versión que cuenta que fue él quien mandó a construir la fuente, fue conocida como la «Fuente del Conde La Gomera».

- Luego de su restauración, las sirenas lucieron más estilizadas que las originales.

## Galería de imágenes

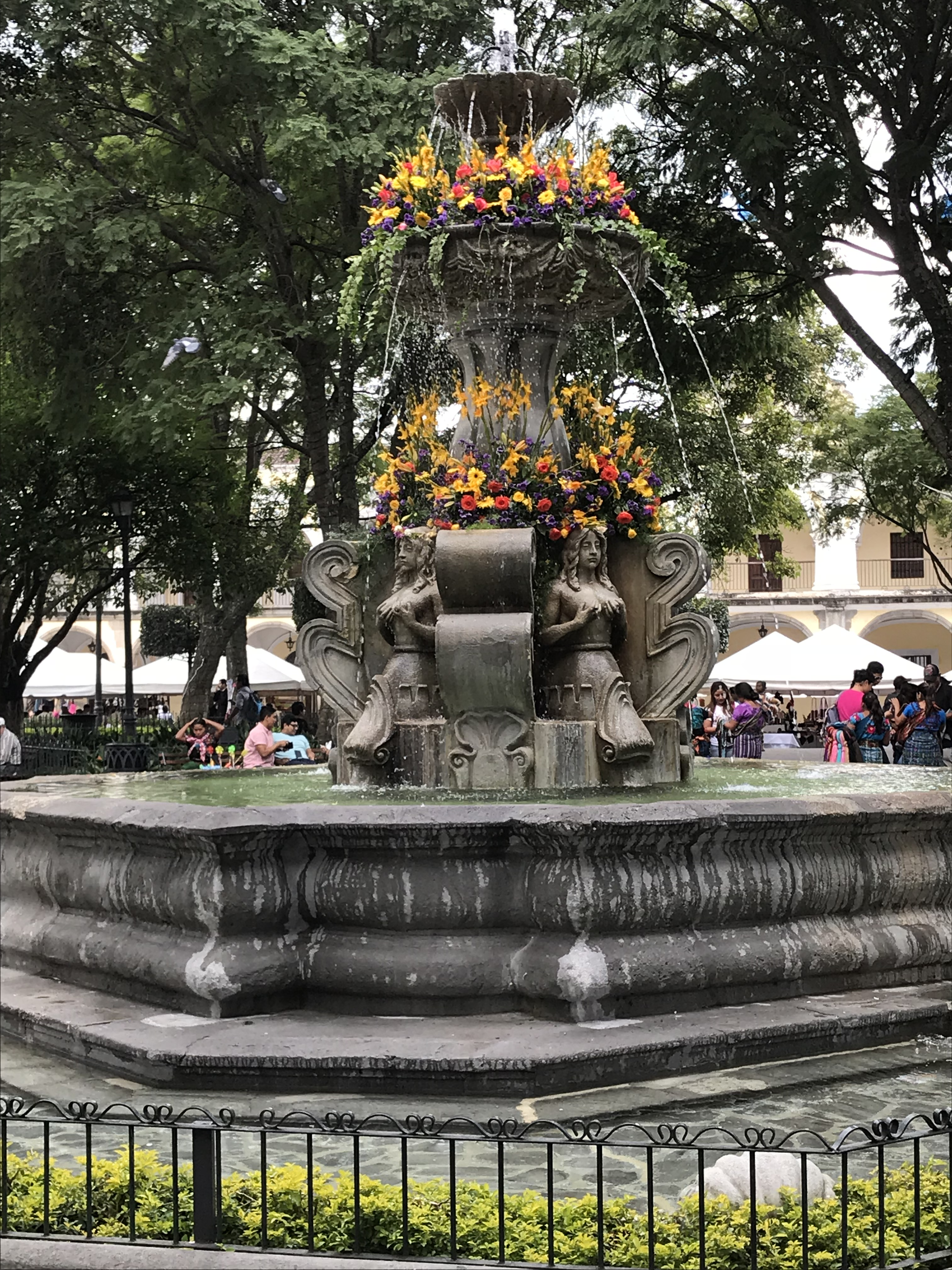

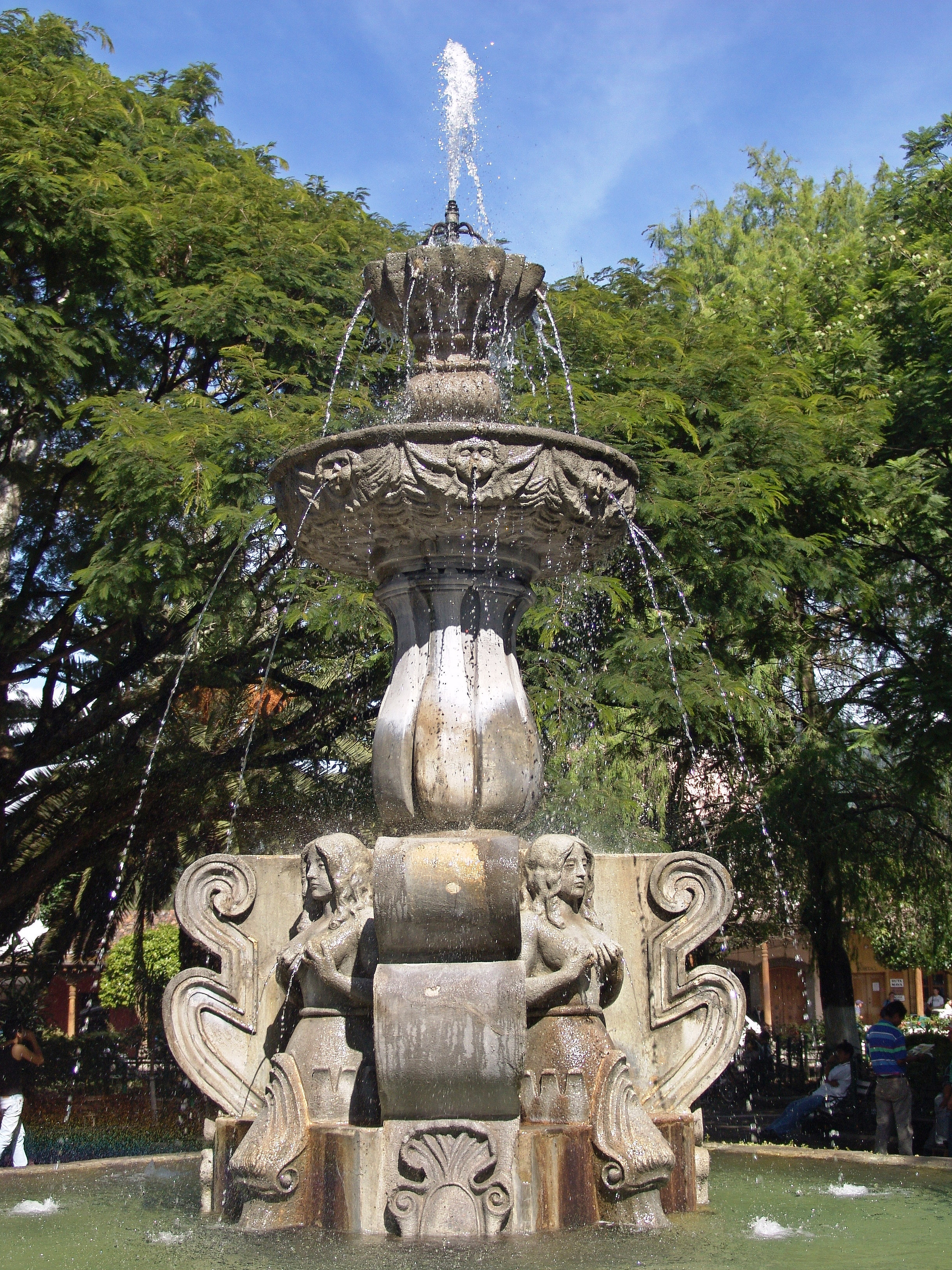

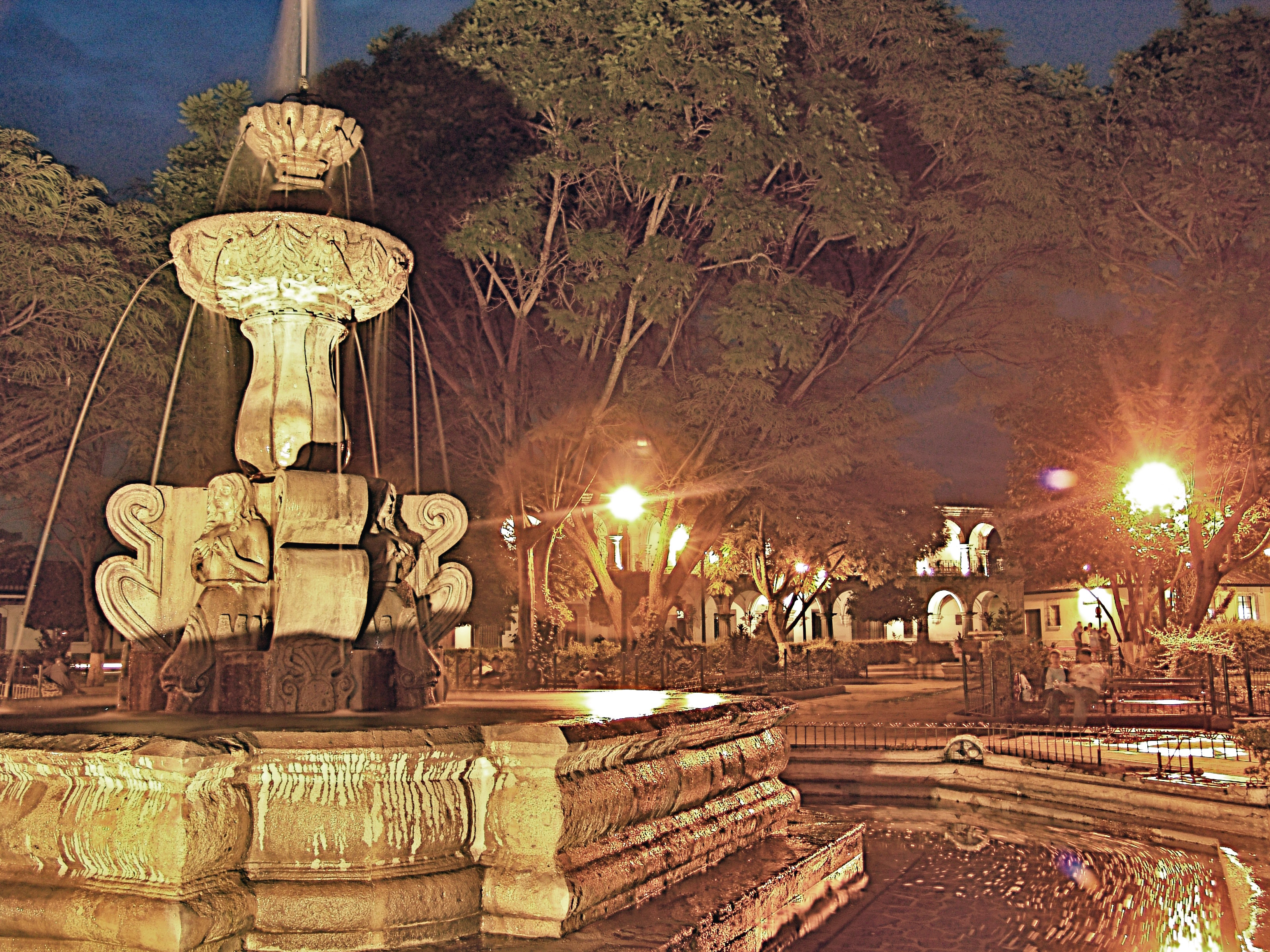

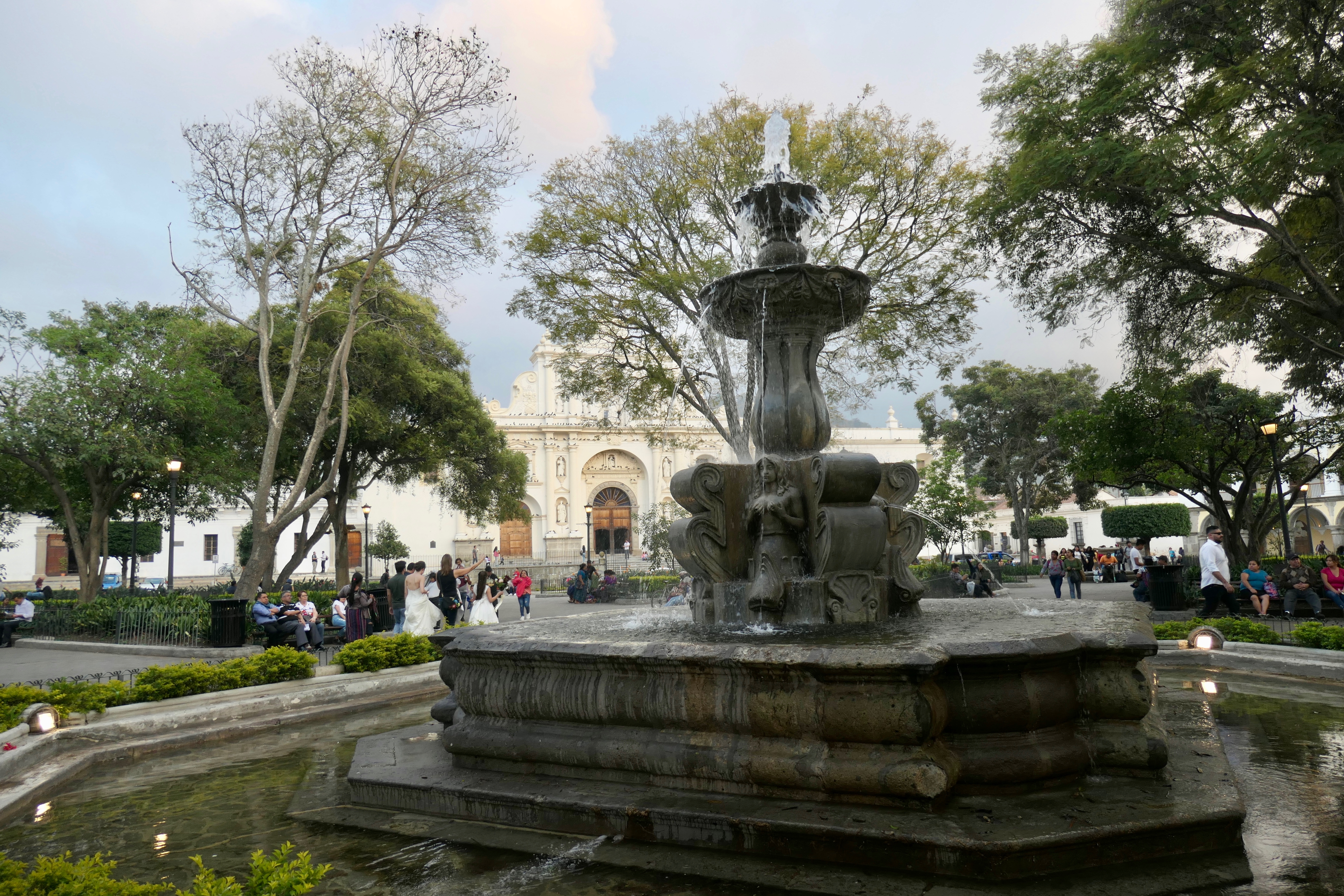

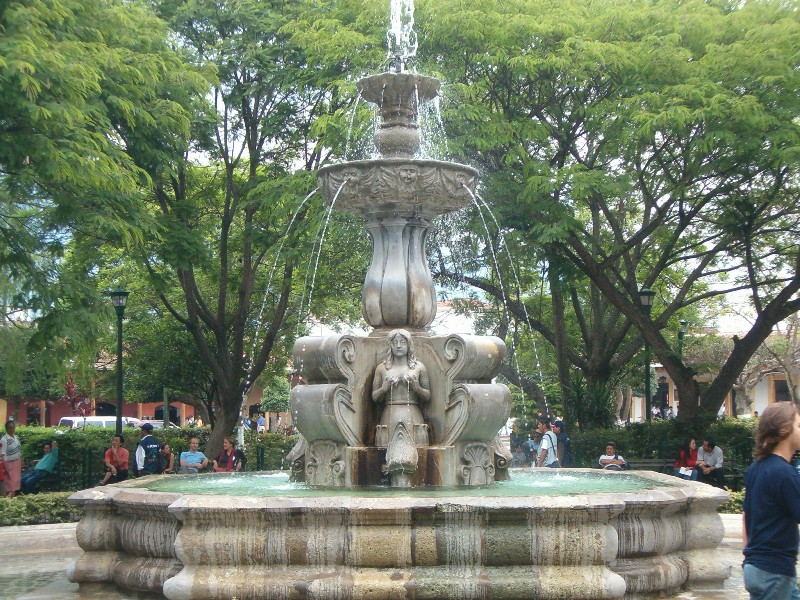